# Gamle Erik
Gamle Erik (Gammel-Erik) var ett i mellersta Sverige samt hos Finlands- och Estlandssvenskarna samt även i Norge och Danmark med skiftande dialektformer förekommande eufemistiskt namn på djävulen. Tidigast torde det vara litterärt belagt hos Ludvig Holberg (Uden Hoved og Hale, 1723), där ”Gamle Erik” omtalas i samband med Blocksberg. Namnets vidsträckta spridning tycks dock antyda en vida högre ålder, och skäl torde finnas för antagandet av ett mytologiskt ursprung. I Dalarna, där namnet förekommer under formen Gammel-Järk, bär spindeln, som i andra dialekter kallas dvärg, namnet järk. Härav tycks kunna hypotetiskt dras den slutsatsen, att Gamle Erik ursprungligen betecknat de hantverkskunniga dvärgarnas och alvernas ("de underjordiskas") härskare.